# 白樟科
白樟科(Canellaceae)也叫白桂皮科，共有6属，都是富含芳香油的常绿植物，大部分是乔木，也有少数灌木。白樟科和林仙科共同属于白樟目。
白樟科的植物都是生长在热带气候区域，主要分布在南美洲、西印度群岛、东非和马达加斯加岛。
1998年的APG 分类法将其单独列出，2003年经过修改的APG II 分类法将其列入木兰分支的白樟目中。